# Bhiwadi

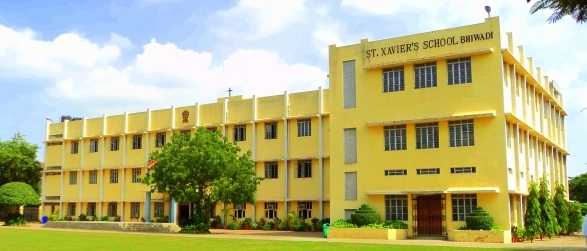
Kristen skola i Bhiwadi.

Bhiwadi är en stad i delstaten Rajasthan i Indien. Den tillhör distriktet Alwar och hade 104 921 invånare vid folkräkningen 2011.